# Brain (компьютерный вирус)
Brain (с англ. — «Мозг») — первый компьютерный вирус для персонального компьютера под управлением операционной системы MS-DOS и первый вирус, вызвавший глобальную эпидемию в 1986 году. Brain был написан двумя братьями из Пакистана, Базитом и Амжадом Фарук Альви в целях отслеживания пиратских копий их медицинского программного обеспечения, и не был нацелен на причинение вреда.

## Описание
Заражение компьютера происходило путём записи копии вируса в загрузочный сектор дискеты. Старая информация переносилась в другой сектор и помечалась как «повреждённая». Метка тома изменялась на «©Brain», а в загрузочном секторе отображался следующий текст:
Welcome to the Dungeon (c) 1986 Basit & Amjads (pvt) Ltd VIRUS_SHOE RECORD V9.0 Dedicated to the dynamic memories of millions of viruses who are no longer with us today - Thanks GOODNESS!! BEWARE OF THE er..VIRUS : this program is catching program follows after these messages....$#@%$@!!
Вирус замедлял работу дискеты и делал 7 килобайт памяти недоступными для DOS. Brain был написан пакистанцами Базитом и Амжадом Фарук Альви, жившими в то время в Лахоре. В интервью журналу TIME они сказали, что вирус был написан для защиты их медицинского программного обеспечения от компьютерного пиратства и предназначался только для защиты их авторского права.
Brain «не умел» работать с разделами жёстких дисков, поэтому в него была встроена проверка, не позволявшая ему заражать жёсткий диск. Это отличает его от многих вирусов того времени, которые не обращали внимание на разделы, что приводило к уничтожению данных. Благодаря относительной «миролюбивости» вирус часто оставался незамеченным, особенно, когда пользователь не обращал внимание на замедление работы дискет.
Вирус также содержал сообщение с адресом, контактными телефонами создателей и предупреждением о заражении:
Welcome to the Dungeon © 1986 Basit & Amjads (pvt). BRAIN COMPUTER SERVICES 730 NIZAM BLOCK ALLAMA IQBAL TOWN LAHORE-PAKISTAN PHONE: 430791,443248,280530. Beware of this VIRUS.... Contact us for vaccination...

## Реакция
Через некоторое время после распространения вируса братьям стало поступать множество звонков со всего мира с требованием «вылечить» заражённые персональные компьютеры. Они были поражены масштабом эпидемии и старались объяснить, что не подразумевали никаких вредоносных действий. Звонков было настолько много, что телефонные линии пришлось отключить.
Сейчас братья руководят одной из крупнейших в Пакистане телекоммуникационных компаний — Brain Telecommunications.
В 2011, спустя 25 лет после появления Brain, Микко Хайпонен из F-Secure взял интервью у создателей вируса для документального фильма.